# 인큐버스 (밴드)
인큐버스(Incubus)는 미국의 록 밴드이다.